# Xã Gettysburg, Quận Graham, Kansas
Xã Gettysburg (tiếng Anh: Gettysburg Township) là một xã thuộc quận Graham, tiểu bang Kansas, Hoa Kỳ. Năm 2010, dân số của xã này là 74 người.